# Space Ranger (dal)
A Space Ranger (スペースレンジャー) a Scandal japán pop rock együttes bemutatkozó független kiadós kislemeze. 1000 példányt nyomtak belőle, Japánban kizárólag a Tower Records üzleteiben volt elérhető. Az együttes 2008-as amerikai koncertsorozata alatt is kapható volt, majd később felkerült az iTunes Store zeneáruházba is, ahonnan később a Sony és az Apple közötti nézeteltérések miatt törölték. A lemez a 186. helyet érte el az Oricon heti eladási listáján, melyen egy hetet töltött el, összesen 401 példány kelt el belőle.
A dalt a Kitty akkori producere Simohata „Rio” Rjószuke szerezte, dalszövegét Tomomi és Haruna írta. A dalhoz két videóklipet is forgattak, az elsőben, amelyet Ugichin rendezett az együttes egy egyszerű fehér háttér elő adja elő a dalt, melyet később különböző effektekkel (digitális vízjel, fordított állású kép) láttak el. A videó a Mami által tervezett Canta (キャン太), a „nemtelen földönkívüli”, az együttes kabalafigurája bemutatásával kezdődik. A második videóklip, amelyet nem sugároztak a televízióban, a Koi mojó című kislemezükre került fel. Ez elsősorban a dal Izu stúdióban való felvételeit, illetve az együttes koncertekre való utazásait mutatja be. A dal a Yah! Yah! Yah! Hello Scandal című középlemezre és a Best Scandal című bemutatkozó albumukra került fel, míg az első videó a Video Action című kiadványon szerepel. Az album borítóján a Szaszazaki által varrt figura feje látható, az együttes három független kiadós kislemeze, a Space Ranger, a Koi mojó és a Kageró borítóképei adják ki a teljes figurát. A Scandal Anime című flash-videosorozat negyedik, Mami World (まみワールド, ’Mami világa’) című epizódja a dal megalkotását mutatja be, amely szerint Szaszazaki dolgozatírás közben elaludt és földönkívüliekről álmodott. Iskola után ezt elmeséli a többieknek, Tomomi pedig közben megírja a dal szövegét.
A dalt a megjelenésekor egyáltalán nem promotálták, televíziós élő bemutatkozására május 8-án, közel két hónappal a megjelenése után került sor az NHK Music Japan című műsorában. Ez volt a szám egyetlen különálló televíziós szereplése, később csak nagyobb koncertek, köztük az Oszaka hacu sisszó Stage West Wind, a Naon no Yaon, az Ontama vagy a Mezamasi Live részeként volt látható.

## Számlista
Az összes dalszöveg szerzője Tomomi és Haruna, az összes szám szerzője Simohata Rjószuke.
| 1. | Space Ranger (スペースレンジャー) | Simohata Rjószuke, Masterworks | 3:29 |

| 1. | Space Ranger videóklip (スペースレンジャー) | Ugichin | 3:29 |